# 教海寺
教海寺（きょうかいじ）は兵庫県三木市細川町脇川にある寺院。山号は脇川山（わきかわさん）。宗派は真言宗大覚寺派。

## 概略
『峰相記』にも記述のある古刹。

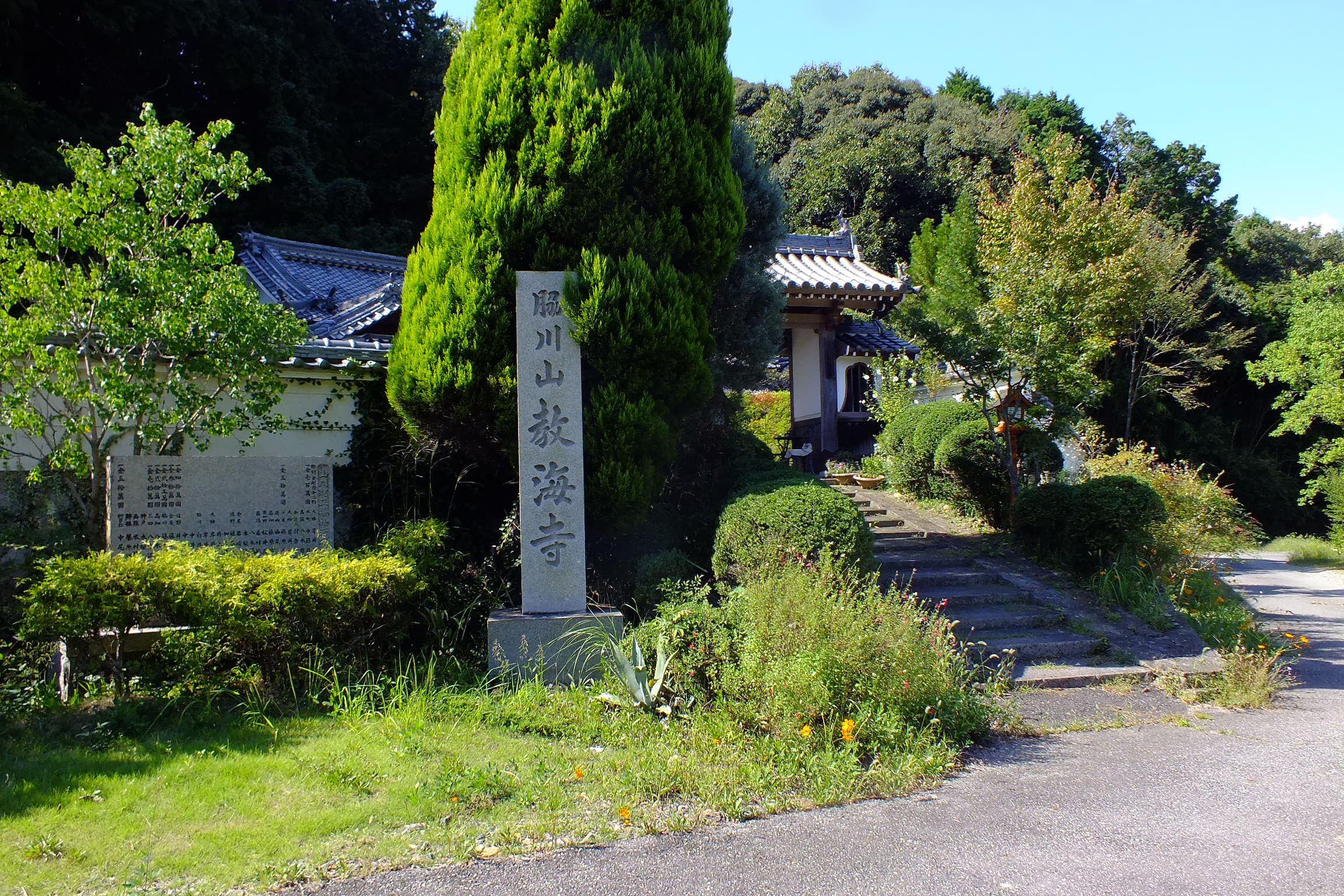
教海寺山門と庫裏（本堂とはやや離れて位置する。）

寺伝では白雉2年（651年）、法道仙人によって開基された。
延暦14年（795年）、当寺で空海が三年間修行したことから、寺号を「教海寺」とした（空海は一時教海とも名乗っていた）。
中世を通して、坊舍四十八坊寺領の50石があったが、天正8年（1580年）三木合戦の時、兵火によって焼かれ、焼失した。伝承では、三木合戦で籠城中の別所長治軍に教海寺の寺僧は城内の兵を助けるために、米を詰めた竹筒を美嚢川支流の脇川に流し、羽柴秀吉軍の目を盗んで三木城に送ったが、竹筒の栓に、同寺周辺にしかないコウヤマキを使ったため送り主が発覚し、寺は焼き打ちに遭ったとされる。
のち、檀家らの熱心な寄進により、徐々に再建が進み元和元年（1615年）、大師堂が建立された。

## 当山御詠歌
祈りてし 願ひは満ちて 湧川の 山のこなたに ひびくたきつせ
『脇川山教海寺由緒沿革碑』より

## 建築物
- 大師堂- 元和元年（1615年）建立
- 籠舍-  明治41年（1908年）建立
- 本堂-  大正15年（1926年）建立
- 納髪塔- 昭和45年（1970年）建立

- 「脇川の念仏水」付近に立つ空海像。
- 本堂

## 周辺情報

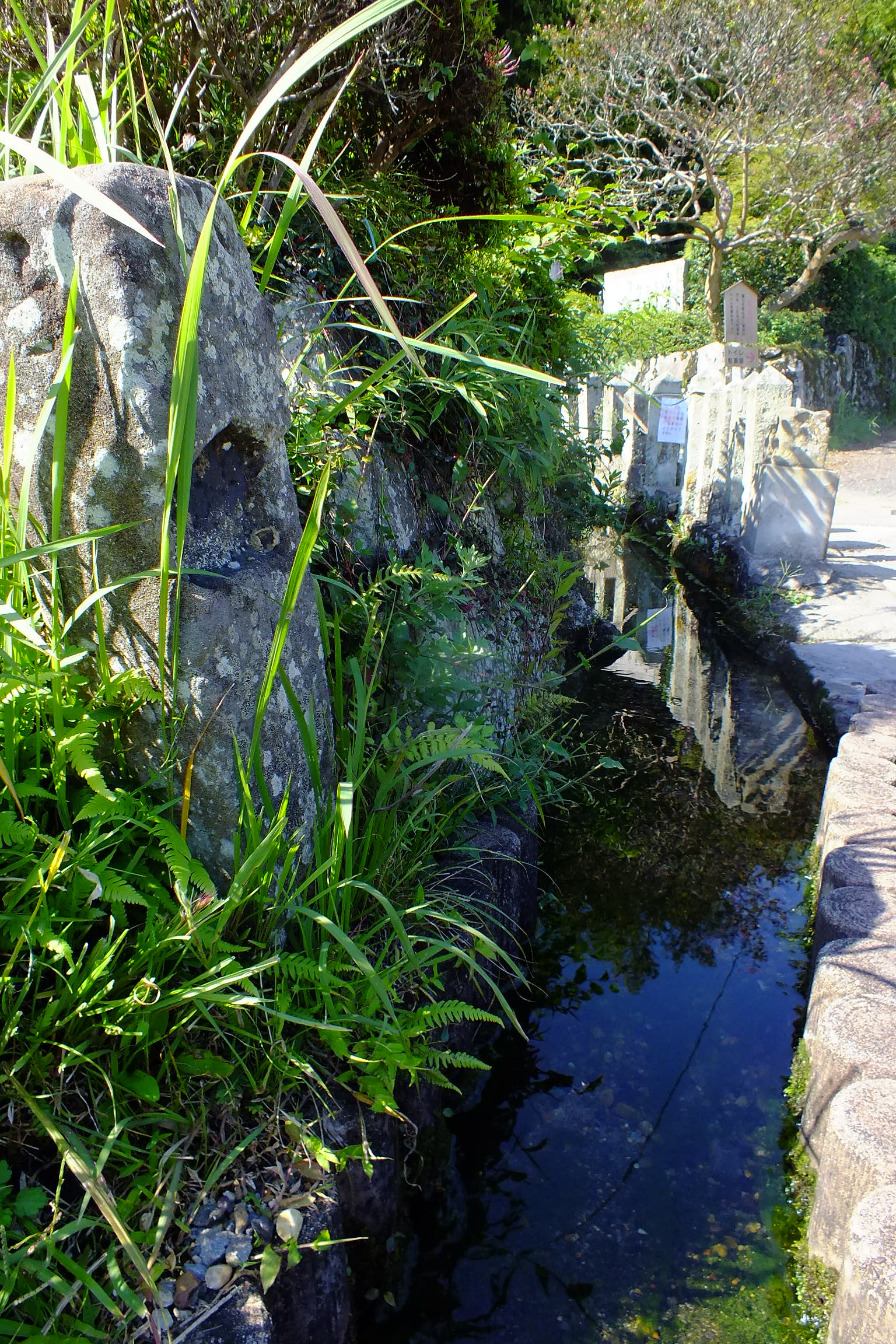
脇川の念仏水

- 四国八十八箇所、西国三十三所巡り
脇川山（標高157.4m）には、ミニチュアの四国八十八ヶ所、西国三十三ヶ所巡りがあり、各寺を模したほこらが置かれてある。江戸時代に創られ、阪神・淡路大震災の時、一部破損したが、2007年、檀家らの寄進によって修復された。
- みころもの瀧
- 脇川の念仏水
- 衣池
- 眼洗地蔵
- 洞ヶ岩
- 独鈷の松
- 鏡岩
- 七廻り池
- 黄金塚

## 交通アクセス
- 所在地：兵庫県三木市細川町脇川
- 地図
- 神姫バス「西村」下車、徒歩40分

自家用車で行くも道が狭いので注意が必要。